# Takuya Takagi
Takuya Takagi (n. Minamishimabara, Japón; 12 de noviembre de 1967) es un exfutbolista y entrenador japonés que se desempeñaba como delantero.Se desempeñaba como delantero y fue jugador del seleccionado japonés y destacando por su poderío físico. Luego se trasladó a Mazda donde fue galardonado como el Jugador Joven del Año de la JSL en 1992.

## Carrera
Takagi se educó y fue jugador en el equipo de la escuela secundaria Kunimi y en el de la Universidad de Comercio de Osaka. Al finalizar la universidad en 1990 se unió al equipo Fujita Industries de la Japan Soccer League

## Clubes
| Club                | País  | Año         |
| ------------------- | ----- | ----------- |
| Shonan Bellmare     | Japón | 1990 - 1991 |
| Sanfrecce Hiroshima | Japón | 1991 - 1997 |
| Tokyo Verdy         | Japón | 1998 - 1999 |
| Consadole Sapporo   | Japón | 2000        |